# Boss (Cosa Nostra)

Aufbau einer US-amerikanischen Mafia-Familie

Ein Boss (auch Capofamiglia, Representante, Don oder Godfather) bezeichnet in Mafia-Gruppen – insbesondere bei der sizilianischen Cosa Nostra und bei der US-amerikanischen La Cosa Nostra – die höchste Stufe innerhalb der Hierarchie einer Mafiafamilie.

## Einfluss
Der Boss hat in der Regel die absolute oder fast absolute Kontrolle über seine Untergebenen, die zumeist verpflichtet sind für dessen Befehle selbst ihr Leben zu riskieren. Er ist durch seinen Einfluss äußerst gefürchtet und profitiert von den kriminellen Bestrebungen, in die seine Organisation verstrickt ist.
Nur ein Boss, Underboss oder Consigliere hat das Recht, die Einführungszeremonie abzuhalten, in welcher ein „Associate“ in die Familie aufgenommen und ein „gemachter Mann“ wird.
Das Familienoberhaupt hat das alleinige Recht zu entscheiden, ob ein Anwärter in die Familie aufgenommen wird, und er kann Familienmitglieder in der Hierarchie der Organisation/Familie nach Belieben auf- oder absteigen lassen.
Prinzipiell erhält in der La Cosa Nostra nur ein Boss mit viel Macht und Einfluss einen Sitz in der sogenannten Amerikanischen Mafia-Kommission, welche quasi der „Dachverband“ der La Cosa Nostra und der „Vorsitz“ des National Crime Syndicates ist. Ganz ähnlich verhält sich dies auch in der Sizilianischen Mafia-Kommission, auch bekannt als „Kuppel“ (Cupola). Die Kommission ist die einzige Instanz, die über dem Boss steht und hat die Macht, über einen neuen Familien-Boss abzustimmen, bevor dieser es offiziell werden kann und hat auch das Recht, einen Boss oder ein anderes ranghohes Mitglied, abzusetzen und sogar dessen Tod anzuordnen.
Durch die Kommission abgesetzt:
- 1949: Giuseppe Vallone (Boss) – Balistrieri-Familie
- 1959: Antonio Pollina (Acting Boss) – Bruno-Familie
- 1963: Joseph Magliocco (Boss) – Colombo-Familie
- 1966: Gaspar DiGregorio (Boss) – Bonanno-Familie
- 1968: John Morales (Unterboss)- Bonanno-Familie
- 1975: Giuseppe J. DiCarlo, Jr. (Consigliere) – (Magaddino-Familie)
- 1981: Peter Casella (Unterboss) – Bruno-Familie

Durch die Kommission ermordet:
- 1950: Charles Binaggio (Boss) – Civella-Familie
- 1980: Antonio Caponigro (Consigliere) – Bruno-Familie

## Hierarchie
Vom Aufbau der Hierarchie entspricht die US-amerikanische „La Cosa Nostra“ im Wesentlichen der sizilianischen „Cosa Nostra“. Allerdings wurden die ursprünglichen Begriffe amerikanisiert.
Grundlage der Organisation bildet die sogenannte „Familie“, dabei ist der Begriff nicht wörtlich zu nehmen, da sie nicht wie bei der ’Ndrangheta tatsächlich auf Blutsverwandtschaft begründet ist. Jeder Familie steht ein Boss vor, der die Kommandogewalt innehat. Der Boss ist in aller Regel nicht mehr selbst in die Tagesgeschäfte verwickelt. Als Mitglied der sogenannten ehrenwerten Gesellschaft obliegt es ihm, Kontakte zu Vertretern der Politik, Behörden und Wirtschaft zu pflegen und dort die Interessen der Familie zu stärken, beispielsweise durch Korruption, Geldwäsche oder das Betreiben von Tarnfirmen.
Im Sinne der Omertà wird er nach unten abgeschottet und überlässt das Tagesgeschäft dem „Underboss“ bzw. die Kommandogewalt vor Ort übt ein „Streetboss“ aus, der als Kommandierender im Feld fungiert. Ein „Acting Boss“ tritt meist in Kraft, sollte das eigentliche Oberhaupt inhaftiert, oder dem Ruhestand nah sein.
Wie in der legalen Wirtschaft auch, verfügt die „Familie“ über eine Stabsstelle, d. h. der Boss hat einen oder mehrere Consigliere als Berater. Teilweise hat sich ein Modus Operandi wie in einer legalen Aktiengesellschaft herausgebildet, so dass ein erfolgreicher Boss unter Umständen im Alter in die Position des Consigliere wechselt, so wie ein Geschäftsführer anschließend in den Aufsichtsrat bestellt wird.
Die einzelnen Gruppen werden dann von einem Capo bzw. Captain befehligt, der als Gruppenführer die Befehle direkt vor Ort umzusetzen hat.
Die einfachen Mitglieder sind dann sozusagen die Soldaten. Gegenseitig wird der Begriff Mafioso nicht gebraucht. Mitglieder bezeichnen sich selbst oder andere als „Man of Honor“, „One of Us“, „A Friend of Us“.
Personen, die keine Mitglieder der Cosa Nostra sind – entweder weil sie noch getestet werden, aber auch weil ihre Mitgliedschaft aus ethnischen Gründen ausgeschlossen ist – gelten als Assoziierte („Associate“). Das Besondere in den USA ist die ausgedehnte Zusammenarbeit mit Assoziierten, die in der Vergangenheit fälschlich als Vollmitglieder wahrgenommen wurden. Dies galt insbesondere für Personen jüdischer Herkunft, die von den Medien der Kosher Nostra zugerechnet wurden. Aber auch Gewerkschaftsbosse wie Jimmy Hoffa wurden als Mobster wahrgenommen.
Herrschaftspyramide:
Boss ↔ Consigliere/Advisor/Right-Hand Man
------------------------------------------------------
1. Underboss („Acting Boss“, „Street Boss“)
2. Caporegime/Capo/Captain/Skipper: wurde ursprünglich "Capodecina" (Kapitän von zehn) genannt, da dieser nur etwa 10 Soldaten beaufsichtigte
3. Einfaches Mitglied: Made Man, Soldato, Full Member, Man of Honor (italienisch: uomo d'onore), „One of Us“, „A Friend of Us“

------------------------------------------------------
Assoziierter: („Associate“); Anwärter bzw. Verbündeter

Capo di tutti i capi (ital. für: Boss aller Bosse):
In der US-amerikanischen Mafia war Giuseppe „Joe The Boss“ Masseria einer der ersten, dem dieser Titel zugeschrieben wurde, da er von Anfang der 1920er Jahre bis zu seiner Ermordung am 15. April 1931 das von Italienern organisierte Verbrechen in New York City kontrollierte.
In den späten 1960er Jahren und frühen 1990er Jahren wurde die Gambino-Familie als die mächtigste Fraktion der Fünf Familien von New York angesehen. Deshalb wurden die Führer der Gambino-Familie, angefangen mit Carlo Gambino, Paul Castellano und später John Gotti, von den Behörden und besonders von den Medien als „Capo di tutti i capi“ bezeichnet.
Bei der sizilianischen Mafia existiert der Titel nicht, obwohl auch hier sehr mächtige und einflussreiche Bosse von den Medien so bezeichnet wurden. So wurde zum Beispiel von Calogero Vizzini, einem Don der „alten Schule“, oft als Boss der Bosse gesprochen. In den 1980er und 1990er Jahren wurden die Bosse der mächtigen Corleoneser Familie, Salvatore Riina und Bernardo Provenzano, oft so bezeichnet.
Am 11. April 2006 wurde Provenzano nach einer 43 Jahre andauernden Flucht von der italienischen Polizei festgenommen. Als Nachfolger gelten Salvatore Lo Piccolo und Matteo Messina Denaro. Besonders nach der Festnahme von LoPiccolo und drei anderen Männern, darunter seinem Sohn Sandro, gilt nun Denaro als neuer potentieller capo di tutti i capi der sizilianischen Cosa Nostra.
Viele Pentiti (it: Reuige), wie z. B. Tommaso Buscetta, erklärten aber immer wieder, dass es eine solche Position niemals gegeben hätte.

## Bekannte Bosse

### Amerikanische Cosa Nostra
- Buffalo: Stefano Magaddino und Joseph „Lead Pipe Joe“ Todaro, Sr. von der Magaddino-Familie.
- Chicago: Alphonse „Scarface Al“ Capone, Antonino Joseph Accardo, Salvatore „Sam“ Giancana und Joseph Aiuppa vom Chicago Outfit.
- Cleveland: John Scalish von der Licavoli-Familie.
- Detroit: William „Black Bill“ Tocco, sein Sohn Giacomo „Black Jack“ Tocco, Joseph „Joe Z.“ Zerilli und sein Sohn Anthony „Tony Z.“ Zerilli von der Zerilli-Familie.
- Elizabeth: Sam DeCavalcante und Giovanni Riggi von der DeCavalcante-Familie.
- Kansas City: Nicholas „Nick“ Civella und sein Neffe Anthony „Tony Ripe“ Civella von der Civella-Familie.
- Los Angeles: Joseph „Iron Man“ Ardizzone, „Jack“ Dragna und Peter John Milano von der Dragna-Familie.
- Luzerne County: Rosario „Russell“ Bufalino und Joseph „Joe the Barber“ Barbara von der Bufalino-Familie.
- Milwaukee: Frank „Mr. Big“ Balistrieri von der Balistrieri-Familie.
- New Orleans: Carlos Marcello von der Matranga-Familie.
- New York City:
  - Giuseppe „Joe“ Masseria, Charles „Lucky“ Luciano, Frank Costello und Vito Genovese von der Genovese-Familie.
  - Carlo Gambino, Paul Castellano und John Gotti von der Gambino-Familie.
  - „Joseph“ Profaci, Joseph Colombo und Carmine John Persico, Jr. von der Colombo-Familie.
  - Salvatore Maranzano, Joseph „Joe Bananas“ Bonanno, Sr. von der Bonanno-Familie.
- Philadelphia: Angelo Bruno und Joseph „Skinny Joey“ Merlino von der Bruno-Familie.
- Pittsburgh: John Sebastian Larocca und Michael James Genovese (Cousin von Vito Genovese) von der LaRocca-Familie.
- Providence: Raymond Patriarca, Sr. und Luigi Manocchio von der Patriarca-Familie.
- Tampa: Santo Trafficante, Sr. und sein Sohn Santo Trafficante, Jr. von der Trafficante-Familie.

#### In der Fiktion
- In der HBO-Serie Die Sopranos war Anthony „Tony“ Soprano (gespielt von James Gandolfini) Boss der fiktiven Soprano-Familie.
- In diversen Batman-Comics und Verfilmungen wie Batman Begins und The Dark Knight, sowie in der Serie Gotham, sind die Mafiosi Carmine Falcone und Salvatore Vincent „Sal“ Maroni, zwei mächtige Unterwelt-Bosse.
- In dem Mafia-Klassiker Der Pate ist Vito Andolini Corleone (gespielt von Marlon Brando) Boss der fiktiven Corleone-Familie. In den beiden Fortsetzungen ist sein Sohn Michael Corleone (gespielt von Al Pacino) der Boss der Familie.

### Sizilianische Cosa Nostra
- Castelvetrano: Matteo Messina „Diabolik“ Denaro
- Catania: Giuseppe Calderone, Antonino Calderone, Benedetto „Nitto“ Santapaola
- Cinisi: Cesare Manzella, Gaetano Badalamenti
- Messina: Gennaro di Faranda, Giacomo di Faranda
- Corleone: Michele Navarra, Luciano Liggio, Salvatore „Totò“ Riina, Bernardo „Binnu“ Provenzano
- Mussomeli: Giuseppe Genco „Zi Peppi Jencu“ Russo
- Palermo: Vito „Don Vito“ Cascioferro, Salvatore „Ciaschiteddu“ Greco, Salvatore La Barbera, Stefano Bontade, Michele Greco, Salvatore Inzerillo, Salvatore „Il barone“ Lo Piccolo, Benedetto Capizzi
- Piana degli Albanesi: Francesco „Don Ciccio“ di Cuccia
- Riesi: Giuseppe „la tigre“ di Cristina
- Trapani: Vincenzo Virga
- Villalba: Calogero „Don Calò“ di Vizzini